# مونتاكويلا
مونتاكويلا هي بلدية في مقاطعة إزرنية في منطقة مليزة بجنوب إيطاليا.